# Universidade Viña del Mar
A Universidade Viña del Mar (em castelhano:  Universidad Viña del Mar ou UVM) é uma instituição de ensino superior privada do Chile, pertencente ao grupo de universidades Laureate International Universities, reconhecida pelo Ministério da Educação do Chile. Sua sede encontra-se em Viña del Mar, Chile. A UVM foi classificada como a 40.ª melhor universidade chilena em 2011, segundo a classificação da CSIC e na posição 32.º segundo no ranking do jornal El Mercurio.

## História
A universidade foi fundada em 21 de novembro de 1988 pelo engenheiro Barham Madain Ayub e pelos arquitetos José Ignacio Martínez Román Bengoa e Eduardo Nanjarí. Em 12 de Outubro de 2000, o Conselho de Educação Superior de Chile concedeu a Universidad del Mar Viña a autonomia institucional. Em 12 de outubro de 2005 a universidade foi aprovada pela Comissão de Credenciamento Nacional de Graduação (CNAP) por três anos. Em dezembro de 2008 recebeu a aprovação institucional pela nova Comisión Nacional de Acreditación (CNA-Chile). Em 18 de agosto de 2009, a Rede de Educação Laureate tornou-se o novo titular da Universidade Viña del Mar.
A universidade oferece graduações em: Ciências Agrárias, Arquitetura, Design, Bacharelado em Administração, Comunicação, Pedagogia, Engenharia, Ciências da Saúde, Ciências Jurídicas e Sociais, Medicina veterinária, entre outros.

## Sedes e campus
- Sede Viña del Mar:
  - Casa Central Rodelillo (Agua Santa 7055, Viña del Mar)
  - Campus Escuela de Negocios y Admisión (Diego Portales 90, Viña del Mar)
  - Centro de Extensión Cultural y CPA (Agua Santa 110, Viña del Mar)
  - Campus Miraflores Escuela Ciencias Jurídicas y Sociales (Los Fresnos 52, Viña del Mar)
  - Campus Miraflores Escuela de Arquitectura y Diseño (Los Fresnos 91, Viña del Mar)
  - Vicerrectoría de Internacionalización y Vinculación (Montaña 800, Viña del Mar )

- Sede San Felipe
  - Campus San Felipe (Avenida Maipú 376, San Felipe)